# Торо (Нью-Мексико)
Торо (англ. Thoreau), Длоі Яжі (навахо Dlǫ́ʼí Yázhí)  — переписна місцевість (CDP) в США, в окрузі Маккінлі штату Нью-Мексико. Населення — 2367 осіб (2020).

## Географія
Торо розташоване за координатами 35°25′19″ пн. ш. 108°13′34″ зх. д. / 35.42194° пн. ш. 108.22611° зх. д. (35.421841, -108.226087).  За даними Бюро перепису населення США в 2010 році переписна місцевість мала площу 41,22 км², з яких 41,21 км² — суходіл та 0,00 км² — водойми.

## Демографія
Згідно з переписом 2010 року, у переписній місцевості мешкало 1865 осіб у 540 домогосподарствах у складі 408 родин. Густота населення становила 45 осіб/км².  Було 656 помешкань (16/км²).
Расовий склад населення:
| - 79,8 % — корінних американців - 15,4 % — білих - 0,3 % — вихідців з тихоокеанських островів - 0,3 % — чорних або афроамериканців - 0,1 % — азіатів - 2,1 % — осіб інших рас |

До двох чи більше рас належало 1,9 %. Частка іспаномовних становила 7,9 % від усіх жителів.
За віковим діапазоном населення розподілялося таким чином: 36,0 % — особи молодші 18 років, 57,0 % — особи у віці 18—64 років, 7,0 % — особи у віці 65 років та старші. Медіана віку мешканця становила 26,5 року. На 100 осіб жіночої статі у переписній місцевості припадало 92,3 чоловіків;  на 100 жінок у віці від 18 років та старших — 91,8 чоловіків також старших 18 років.
Середній дохід на одне домашнє господарство  становив 36 875 доларів США (медіана — 21 389), а середній дохід на одну сім'ю — 45 578 доларів (медіана — 27 083). Медіана доходів становила 31 688 доларів для чоловіків та 30 845 доларів для жінок. За межею бідності перебувало 33,6 % осіб, у тому числі 39,8 % дітей у віці до 18 років та 44,6 % осіб у віці 65 років та старших.
Цивільне працевлаштоване населення становило 385 осіб. Основні галузі зайнятості: освіта, охорона здоров'я та соціальна допомога — 36,9 %, мистецтво, розваги та відпочинок — 16,1 %, публічна адміністрація — 13,5 %.